# Eldborg
L'Eldborg  est un cratère volcanique de scories situé à l'ouest de l'Islande à l'entrée de la péninsule de Snæfellsnes dans la région de Mýrar, à une distance d'à peu près 25 km au nord de la petite ville de Borgarnes.
Un sentier marqué mène à cette forteresse de feu en partant de la ferme de Snorrastadir.
Ce volcan fait 60 mètres de haut, est long d'environ 200 mètres et possède un cratère de 50 mètres de profondeur.
Il fait partie du système volcanique actif des Ljósufjöll. Il s'agit là d'un des systèmes volcaniques les plus longs d'Islande avec une longueur d'environ 50 km. Le système comprend aussi le cratère Grábrók près de l'université de Bifröst, à 45 km au nord de Borgarnes.

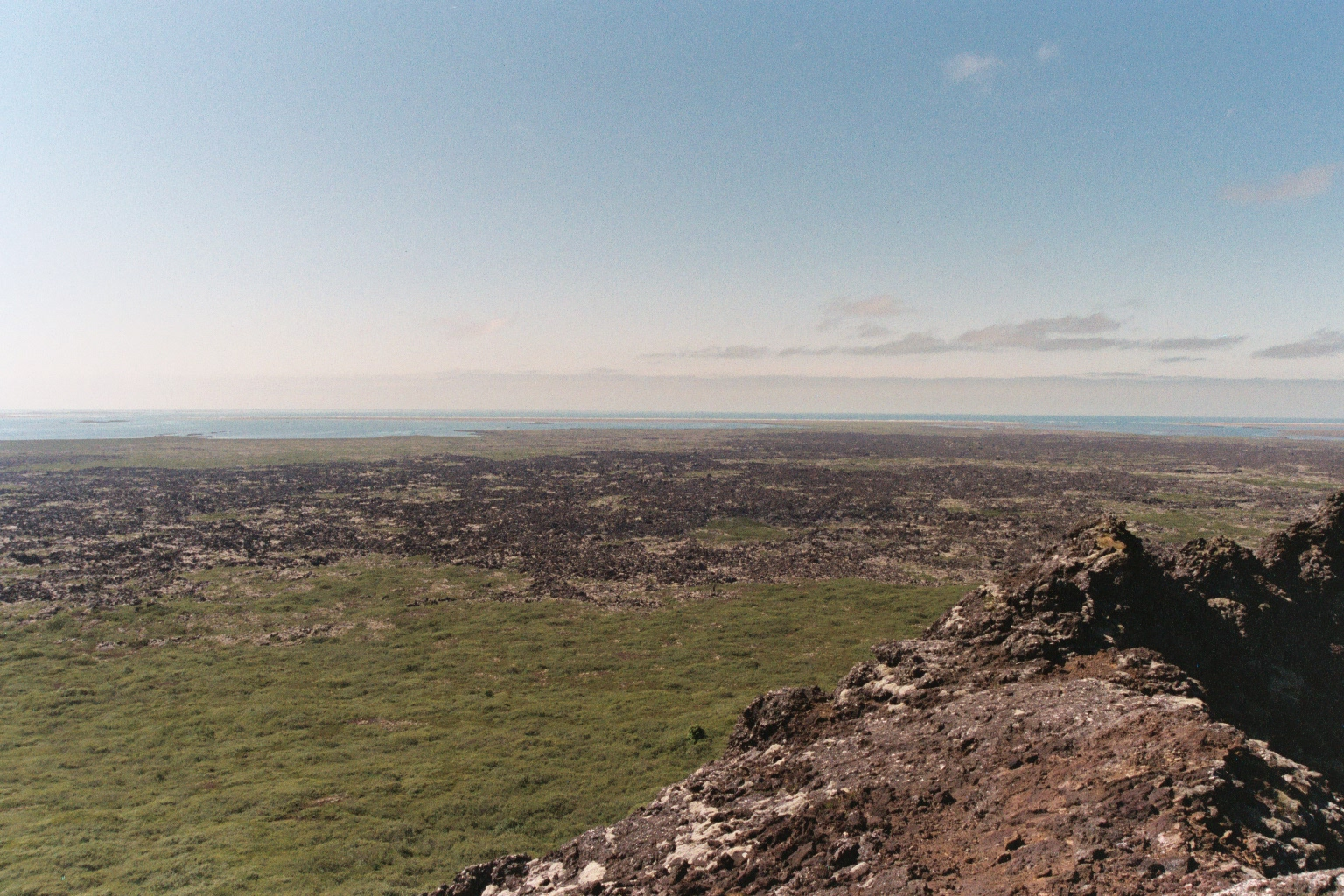
Vue sur l'ouest depuis le sommet du cratère

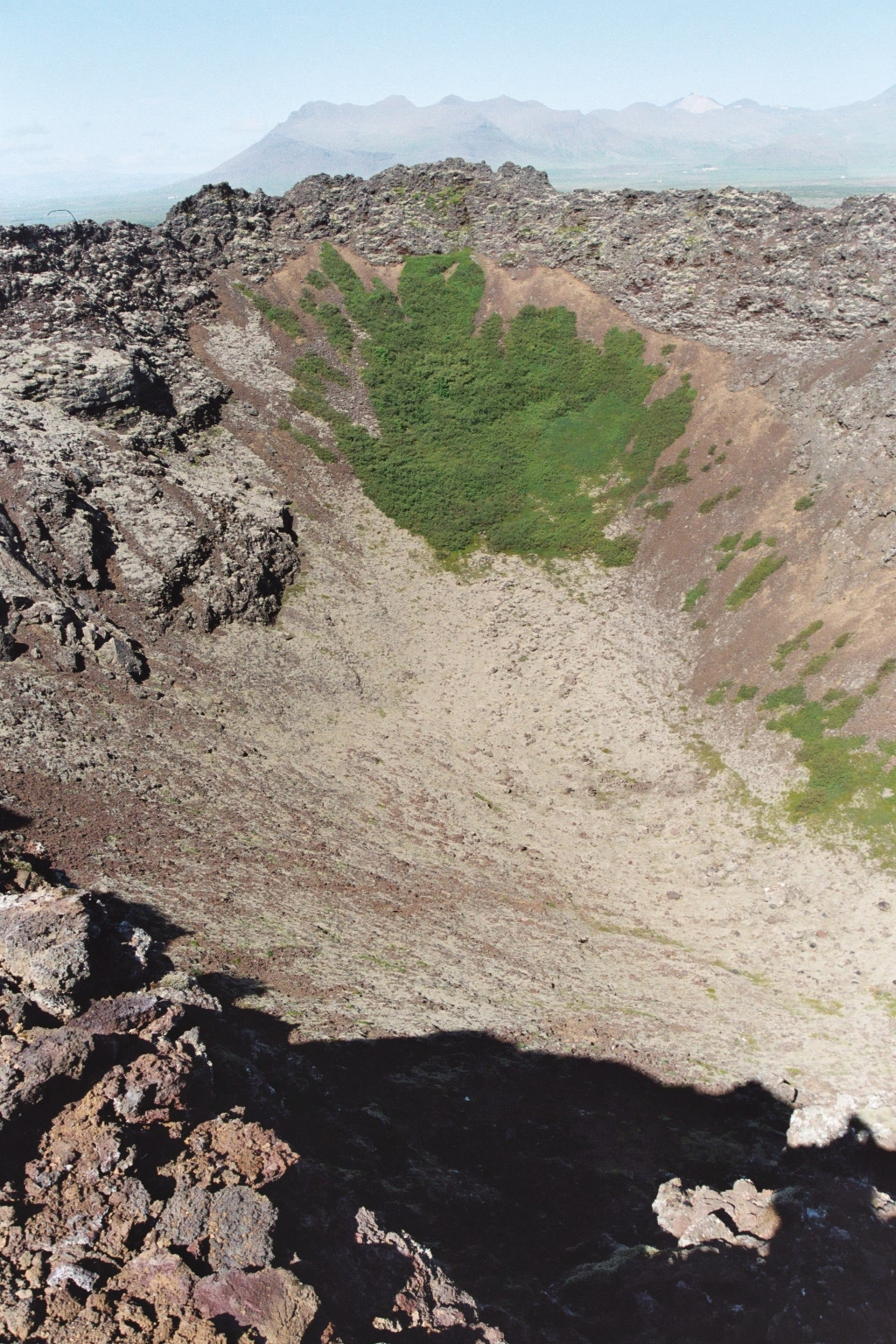
L'intérieur du cratère